# Angelo La Barbera
Angelo La Barbera (Palermo, 3 luglio 1924 – Perugia, 28 ottobre 1975) è stato un mafioso italiano, legato a Cosa Nostra.

## Biografia

### Primi anni
Angelo La Barbera nacque nel quartiere di Partanna-Mondello da una famiglia molto povera: il padre, pregiudicato per vari reati, si guadagnava da vivere vendendo legna da ardere ai bordi delle strade del quartiere. 
Da ragazzo, venne più volte incriminato per vari reati, dalla violenza carnale al furto e all'omicidio. Nel corso degli anni '50, La Barbera, insieme al fratello maggiore Salvatore, cercò di affermarsi con metodi violenti e spregiudicati nelle lotte all'interno della "famiglia" di Palermo Centro per la "successione" al boss mafioso Giuseppe D'Accardi (morto d'infarto nel 1952): uccisero il loro rivale Eugenio Ricciardi e con l'intimidazione riuscirono a rilevare la sua ditta di autotrasporti, entrando in affari con il costruttore edile Salvatore Moncada. Grazie alla conoscenza dei fratelli La Barbera con il sindaco Salvo Lima, Moncada riuscì ad ottenere numerose licenze edilizie anche in violazione del piano regolatore, stravolgendo definitivamente l'urbanistica della città (quello che venne definito «sacco di Palermo»), ed inoltre i due fratelli imposero con metodi violenti il pagamento della "protezione" a tutti gli imprenditori che intendevano costruire edifici nella loro zona. In breve tempo, i fratelli La Barbera aprirono una loro impresa edile in società con Rosario Mancino (boss mafioso della borgata di Brancaccio) ed eliminarono la "concorrenza" con sparatorie a colpi di mitra e lupara e con il metodo della «lupara bianca» (ossia la sparizione del cadavere dei nemici): ciò consentì ad Angelo La Barbera di essere "promosso" a capo della "famiglia" di Palermo Centro. In questo periodo, uno dei sicari più agguerriti al servizio dei La Barbera fu un giovanissimo Tommaso Buscetta. Tuttavia nel 1959, durante un agguato ad un mafioso che si opponeva alla scalata dei La Barbera nella "famiglia", rimase uccisa la bambina Giuseppina Savoca (12 anni d'età), colpita per sbaglio da una pallottola vagante.
Per tutti questi motivi, nel 1955 la questura di Palermo diffidò Angelo La Barbera perché ritenuto pericoloso socialmente. 
Nonostante fosse apparentemente diventato un imprenditore di modeste condizioni, La Barbera conduceva uno stile di vita dispendioso al di fuori delle sue possibilità economiche: soggiornava in diverse città italiane, come Roma, Milano e Messina, spesso in compagnia delle sue amanti e dei suoi amici Rosario Mancino, Gaetano Badalamenti, Tommaso Buscetta e dell'italo-americano Joe Adonis (sospettato di essere un trafficante di droga e gioielli), pernottando in grandi alberghi e frequentando locali costosi e night club, come rilevato dal giudice istruttore Cesare Terranova (che a lungo indagò sulle losche attività dei fratelli La Barbera).

### Il summit all'Hotel delle Palme e la "Commissione"
Nell'ottobre 1957 i fratelli La Barbera vennero sospettati dagli inquirenti dell'epoca di essere stati presenti ad una serie di incontri ad alto livello tra mafiosi italo-americani e siciliani che si tennero presso il Grand Hotel et des Palmes di Palermo: il summit sarebbe avvenuto per concordare l'organizzazione del traffico degli stupefacenti dopo la chiusura della "via" di Cuba a seguito della Rivoluzione castrista. Il collaboratore di giustizia Tommaso Buscetta darà una versione diversa dell'incontro di cui ammise l'esistenza ma si sarebbe svolto al ristorante Spanò di Mondello nel corso di un pranzo tra i principali boss mafiosi dell'epoca (presenti anche i fratelli La Barbera) e non al Grand Hotel et des Palmes, dove invece alloggiava il mafioso italo-americano Joseph Bonanno (che si trovava in visita a Palermo), il quale discusse insieme allo stesso Buscetta e a Salvatore "Cicchiteddu" Greco della creazione di una «Commissione» sul modello di quella di Cosa nostra statunitense, e perciò stabilirono le nuove regole: ne dovevano fare parte esclusivamente i "capimandamento" (rappresentanti di tre o quattro "famiglie" mafiose contigue territorialmente) scelti tra personaggi di secondo rango dell'organizzazione (semplici "soldati") e non tra i capi-famiglie, con lo scopo di assicurare l'ordine tra gli affiliati e risolvere i conflitti interni. Buscetta raccontò che, in seguito alla creazione della "Commissione" (la cui direzione venne affidata a "Cicchiteddu" Greco stesso), Salvatore La Barbera (e non il fratello Angelo perché rivestiva la carica di capo-famiglia) venne messo a capo del mandamento di Palermo Centro, che comprendeva appunto le "famiglie" di Porta Nuova, Borgo Vecchio e Palermo Centro.
Nel 1960 l'Interpol segnalò la presenza di Angelo La Barbera in Canada e in Messico per passare clandestinamente la frontiera degli Stati Uniti insieme ai mafiosi Pietro Davì, Rosario Mancino e Giovanni Mira ma furono tutti espulsi dalle autorità americane. La Barbera era infatti munito di passaporto con un visto rilasciato dalla questura di Palermo nonostante i suoi precedenti penali che gli consentiva di viaggiare in vari Stati del mondo e si sospettò che i suoi viaggi fossero finalizzati ad organizzare un traffico internazionale di eroina. Secondo Buscetta, La Barbera andò a chiedere il permesso a Carlo Gambino, capo dell'omonima famiglia di New York, ma gli fu negato perché era contrario alla droga e perciò fu costretto a tornare indietro.

### La "prima guerra di mafia"
Sempre secondo Buscetta, in quel periodo i fratelli La Barbera stavano acquisendo molta autorità per via della loro ferocia e volevano escludere il boss Michele Cavataio e i suoi alleati dalla "Commissione" per il divieto di congiungere in una sola persona il ruolo di capo della cosca di appartenenza e quello di capomandamento. Per questo motivo, Cavataio organizzò un complotto per sabotare la "Commissione" facendo ricadere la responsabilità dell'omicidio di Calcedonio Di Pisa (boss del quartiere della Noce) sui fratelli La Barbera, che divennero quindi oggetto della rappresaglia da parte degli altri boss mafiosi: infatti Salvatore La Barbera rimase vittima della «lupara bianca» e venne ritrovata soltanto la sua automobile incendiata. Per vendicare la scomparsa del fratello, Angelo La Barbera avrebbe messo a segno attentati con autobombe imbottite di tritolo contro gli altri boss della "Commissione" che fecero alcune vittime (anche se poi si scoprì che in realtà erano sempre opera di Cavataio e dei suoi uomini, come sostiene il racconto di Buscetta). Si scatenò perciò la caccia all'uomo da parte di tutta Cosa nostra ed anche da parte della polizia: La Barbera tornò diverse volte clandestinamente a Palermo per organizzare la controffensiva ma il 19 aprile 1963 rimase vittima di un agguato mentre si trovava insieme ai suoi fedelissimi all'interno di una pescheria in Via Empedocle Restivo, riuscendo a sfuggire agli spari dei killer (che lasciarono per terra due morti e due feriti) e a darsi alla fuga. 
Infine il 24 maggio successivo, vi fu un altro attentato nei suoi confronti: alcuni ignoti lo attesero uscire dall'abitazione di un fiancheggiatore in viale Regina Giovanna a Milano e gli spararono addosso numerosi colpi di pistola, che lo ferirono gravemente. L'episodio suscitò scalpore perché si trattò di uno dei primi crimini a sfondo mafioso avvenuti nel capoluogo lombardo ed infatti, mentre era ricoverato in un ospedale milanese a seguito dell'attentato, La Barbera venne arrestato.

### Gli ultimi anni e la morte
Rinviato a giudizio dal giudice istruttore Cesare Terranova insieme agli altri boss mafiosi protagonisti della prima guerra di mafia, nel dicembre 1968 La Barbera venne condannato a ventidue anni di carcere nel processo di Catanzaro. In attesa del ricorso, fu inviato al confino nel Nord Italia e, successivamente, sull'isola di Linosa insieme ad una ventina di mafiosi, a seguito dello scalpore suscitato dall'omicidio del magistrato Pietro Scaglione. Quando infine venne rinchiuso nel carcere di Perugia nel 1975, fu pugnalato a morte da tre mafiosi nella cella della prigione adibita ad infermeria nella quale era degente da tre mesi.